# Sheila Nicholls

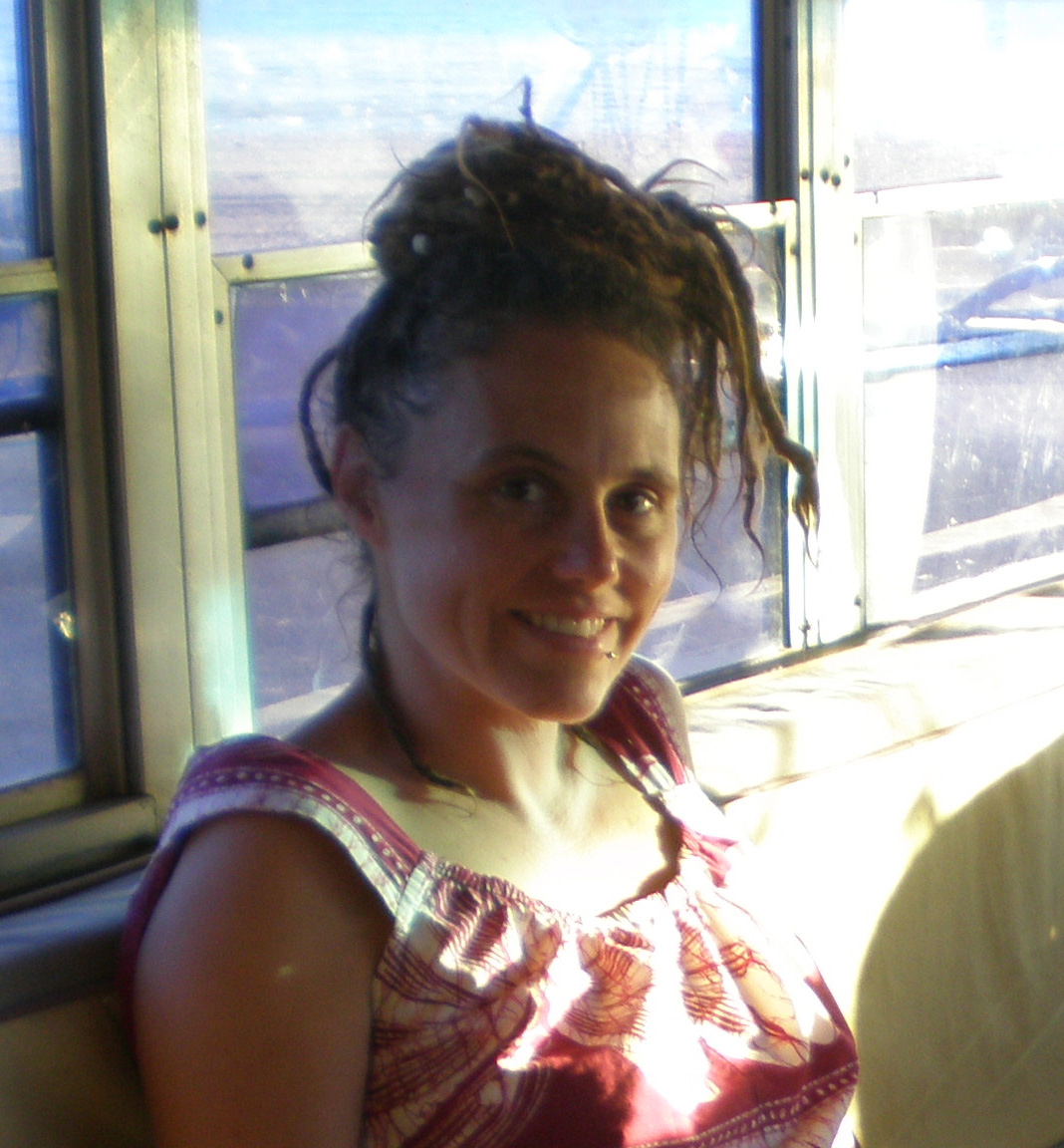
Sheila Nicholls (2013)

Sheila Elizabeth Nicholls (* 9. Februar 1970 in Colchester) ist eine britische Sängerin, Komponistin und Produzentin. Sie lebt heute in Los Angeles.

## Leben
Sheila Nicholls verbrachte einen Teil ihrer Schulzeit in einem Internat in Felsted in Essex, widmete ihre Zeit aber zum Ärger des Vaters mehr der Musik als dem Schulstoff. 
Um ihren Vater zu ärgern, unternahm sie im Alter von 19 Jahren einen sogenannten Nacktlauf. Am Tag des Cricket-Spiels England gegen Australien am 29. Mai 1989 fuhr sie mit einem Freund zu dem renommierten Lord’s Cricket Ground in London. Nach einer Werbepause während der Übertragung des Spiels durch die BBC sprang sie über den Zaun und sprintete vor 25.000 Zuschauern und 20 Millionen live zugeschalteten Fernsehzuschauern nackt an allen Ordnern vorbei über den Cricketrasen. Sie wurde nach dem Lauf in einen Raum abgeführt, der eigentlich älteren, männlichen Mitgliedern vorbehalten war, in dem sich aber an diesem Tag die Queen, die Königinmutter, Lady Diana und Prinzessin Anne befanden.
Dieser Auftritt brachte ihr neben dem Ärger des Vaters nationale Berühmtheit und eine Erwähnung auf den Titelseiten vieler Magazine in England und Australien ein. Sie fand sich in der nächsten Woche auch auf Plakatwänden und auf den Seiten vieler Londoner Busse wieder. 
Nicholls erhielt in den nächsten Tagen zahlreiche Anfragen und Angebote, etwa vom Männermagazin Penthouse und von Talkshows englischer Fernsehsender. Ihre Eltern waren allerdings mehr auf Rehabilitierung der angeschlagenen Familienehre aus. Nicholls bestand dann ihre Abschlussprüfung nicht und wurde von ihrem Vater im Sommer 1989 vor die Tür gesetzt.

### Umzug in die USA
Nicholls arbeitete in der Folge als Kellnerin in London und reiste mit dem ersparten Geld zu einem Freund nach Los Angeles. In ihrer Gastfamilie lernte sie einen Produzenten kennen, der gerade aus England zurückgekehrt war, ihre Eskapaden kannte und der ihr einige Kontakte vermittelte, die ihr kurze Jobs einbrachten.
Von Anfang 1990 an hielt sie sich neun Jahre lang ohne Aufenthaltsgenehmigung in den USA auf, schlug sich mit Aushilfsjobs durch und übernachtete zeitweise in einem Bus. Als dieser in New York zusammenbrach, blieb sie dort und arbeitete danach vier Jahre lang als Kindermädchen, Kellnerin und im sozialen Bereich.
Mit Freunden gründete sie die Band „Sheila Nicholls and the Splendidfrock“, bis die Plattenfirma Hollywood Records aus Los Angeles Interesse an ihren Demoaufnahmen zeigte und sie zu Aufnahmen nach Kalifornien einlud.

### Musikalische Karriere
In Los Angeles entstand zwischen 1996 und 1997 das erste Album „Brief Stop“ mit der Single „Fallen for you“, die es nach einer großen Tournee 2000 auf den Soundtrack des Films „High Fidelity“ schaffte. Das Album erreichte nach seinem Erscheinen 1999 die Spitze der amerikanischen College-Charts. Aus dem Plattenvertrag resultierte die lange erhoffte finanzielle Freiheit, die Nicholls zum Kauf eines Hauses im Stadtteil Echo Park und dem Aufbau eines eigenen Studios verhalf.
Die zweite CD „Wake“ sollte auf Wunsch von Hollywood Records kommerzieller und radiotauglicher werden. Die daraus ausgekoppelte Single „Faith“ kam in die Top 40 der amerikanischen Charts und brachte Nicholls einen Fernsehauftritt bei Jay Leno ein. Das Album wurde mit dem Produzenten Glen Ballard aufgenommen und in London abgemischt. Von "Wake" gibt es eine „Audio-DVD“, aufgenommen im Surroundverfahren, mit ihren melancholischen und nachdenklichen Liedern. 2002 war Sheila Nicholls’ Band Vorgruppe auf der Europatournee der kanadischen Sängerin k.d. lang. 
Nach sieben Jahren Pause erschien 2009 die dritte CD „Songs from the Bardo“. Der Begriff „Bardo“ entstammt dem Buddhismus und beschreibt den schmalen Grat zwischen Leben und Tod, Glück und Unglück. Nicholls versucht dabei, diesen schmalen Grat musikalisch darzustellen. Sie hat alle ihre Lieder selbst geschrieben und komponiert und bislang keine Coverversionen aufgenommen.

## Diskografie

### Alben
- Brief Strop (1999)
- Wake (2002)
- Songs from the Bardo (2009)

### Singles
- Fallen for you
- How strong
- Faith

## Persönliches

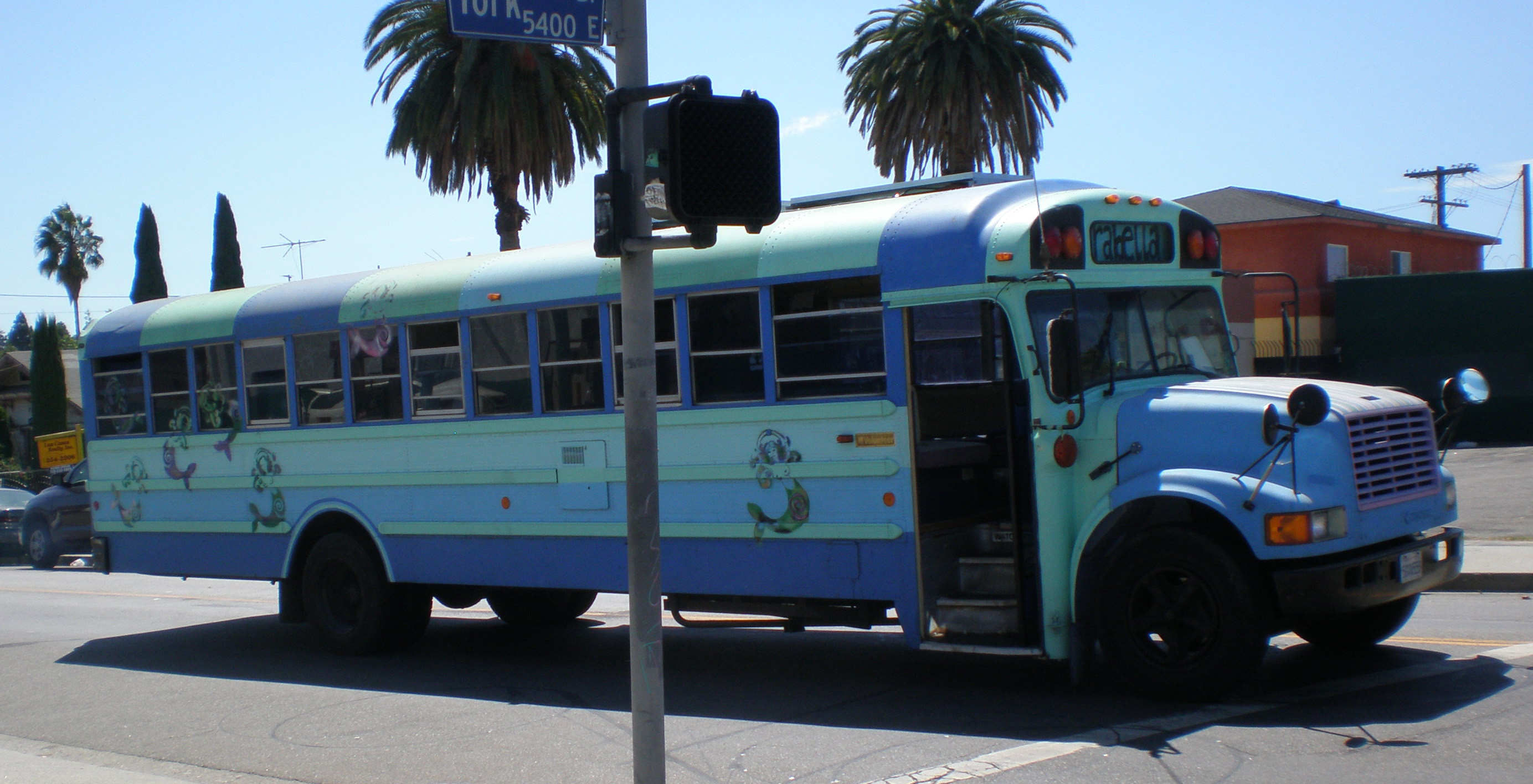
Der Bus Arabella

Sheila Nicholls sieht sich selbst als links orientierte Rebellin und modernen Hippie. Ihre musikalischen Vorbilder sind deshalb die amerikanischen Sängerinnen und Songschreiberinnen der 70er Jahre. Die Rückseite der CD "Songs from the Bardo" zeigt Nicholls zusammen mit ihrem Hund in ihrem umgebauten, ehemaligen Schulbus "Arabella", der vor ihrem Haus im Nordosten von Los Angeles geparkt steht. In diesem schläft sie wegen ihrer Phobie vor den häufigen Erdbeben in dieser Region und fährt darin auf Konzerte und Festivals. In der gegenüber liegenden Garage hat sie sich ein kleines Studio aufgebaut.
Sheila Nicholls war bis 2014 mit Alan Minsky, dem Programmdirektor des alternativen kalifornischen Radiosenders KPFK, verheiratet und Mutter ihrer 2006 geborenen Tochter Emilia. Das frühere Paar lebt heute auf demselben Grundstück in zwei Häusern und teilt sich die Erziehung der gemeinsamen Tochter.
Sheila Nicholls singt im Chor der spirituellen Gemeinde Agape (altgriechisch: „uneingeschränkte Liebe“) in Culver City bei L.A., bei deren Veranstaltungen sie gelegentlich am Klavier auftritt. Dort spielt auch der Keyboarder Mitchel Forman, der sie bei ihren musikalischen Projekten unterstützt. Im Mai 2014 unterstützte er sie musikalisch, als sie im Duett mit dem befreundeten Dave Stringer bei Agape auftrat.  Stringer ist ein an der indischen Musik orientierter „Kirtan Singer“ und sieht, wie er bei einem Konzert in Taunusstein im Oktober 2013 erzählte, Deutschland als seine größte europäische Fangemeinde an. Er spricht deshalb recht gut Deutsch.
Sheila Nicholls war 2012 Mitbegründerin der Los Angeles-Sektion von Occupy Wall Street. 
Sheila Nicholls ist neben einem 35-seitigen Buch im DIN A2-Format, in dem sie damals akribisch die Zeitungsausschnitte ihres Nacktlaufes von 1989 archiviert hat, immer äußerst stolz auf ihre umfangreiche Sammlung von Kleidern und Röcken, die sie angesichts der kalifornischen Wärme gerne trägt und häufig wechselt. Bereits als Teenager trug sie statt Hosen vorzugsweise Röcke und Kleider.

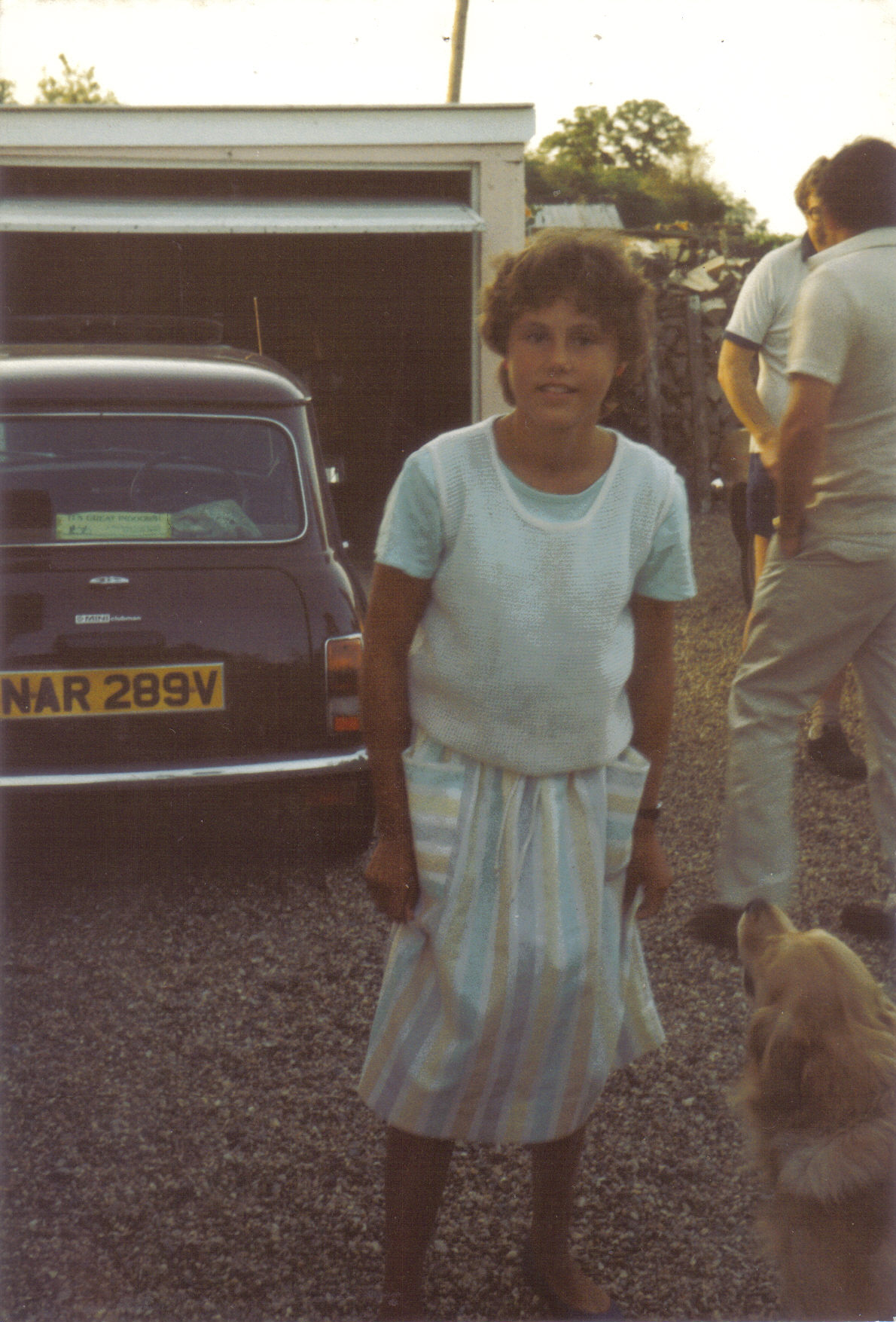
Sheila Nicholls 1983 in Colchester

Aus dieser Leidenschaft entstammte auch der Beisatz zu ihrer New Yorker Band "Sheila Nicholls and the Splendidfrock" (Frock = Kleid). Ihrer Leidenschaft folgend wurde 2013 auch der Online-Shop Frock and Droll gegründet, der neben Röcken auch Kleidung für die ganze Familie" anbietet.